# Грю (Гадкий я)
Фело́ниус Грю (англ. Felonious Gru) — протагонист популярной анимационной франшизы «Гадкий я» (2010 — н. в.). В оригинале персонажа во всех фильмах озвучивает Стив Карелл, в русскоязычном дубляже — Леонид Ярмольник (первый фильм) и Сергей Бурунов («Гадкий я 2» — «Миньоны: Грювитация»).

По словам продюсера Джона Коэна, подбор актёров для озвучивания персонажей производился с таким расчётом, чтобы актёр был способен не только передать характер героя, но и привнести что-то новое в будущий фильм. Исполнителем роли Грю был выбран Стив Карелл, ранее уже работавший с Крисом Меледандри над анимационным фильмом «Хортон».
Работая над образом Грю, Карелл пытался создать «зловещего, но игривого» персонажа, который должен иметь очень запоминающийся голос. Он пробовал разные интонации, и в конечном итоге съёмочная группа остановилась «на чём-то среднем между голосом Рикардо Монтальбана и Бела Лугоши», что в наибольшей степени соответствовало характеру героя. Актёр отметил, что несмотря на все «зловещие» и «ужасные» черты характера Грю, по мере развития сюжета персонаж становится более «человечным», и что «нет добра без зла, как и нет зла без добра». Касательно противостояния Грю с Вектором, Карелл упомянул, что для Грю «нет ничего ужаснее, чем быть вторым суперзлодеем в мире». Он «гордится своей работой», и потому «хочет стать лучшим из всех злодеев».
Концепт-арт персонажей (в том числе Грю) создавался художником Эриком Гуильоном. Скульптинг, UV-развёртка, освещение производились в ZBrush, анимация создавалась в Autodesk Maya. Над моделированием работали CG-художники Серхио Касас, Матьё Готье и др. Согласно подсчётам компании IBM, за год работы над мультфильмом в процессе анимации было сгенерировано 142 терабайта данных (или 500 000 кадров в неделю) — примерно столько же интернет-трафика передают 118 миллионов пользователей MySpace.

## Появления

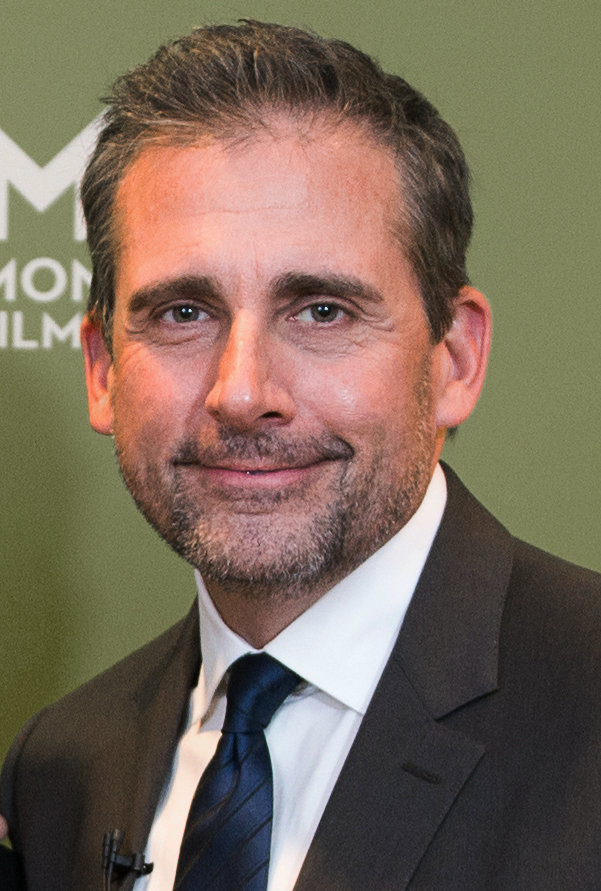
Стив Карелл озвучивает Грю.

- Во всех без исключения полнометражных мультфильмах франшизы Грю озвучивает американский комик Стив Карелл.
- Карелл также озвучил персонажа для аттракциона Despicable Me Minion Mayhem, расположенного в парке Universal Studios во Флориде.
- Грю появляется в качестве немого камео в телевизионном мультфильме «Миньоны: Праздничный спецвыпуск».

## Описание
В первом фильме рассказано, что с самого детства Грю мечтал стать знаменитым, но его мать не обращала на его стремления никакого внимания и не поддерживала сына. Спустя продолжительное время он становится настоящим суперзлодеем, обзаводится армией миньонов и заручается помощью доктора Нефарио, но, как показано в начале фильма, он так и не совершил какого-нибудь глобального злодейства. Он терпит поражение в конкуренции с молодым и перспективным злодеем Вектором, который похищает египетские пирамиды. Грю решает удочерить трёх сироток (Марго, Эдит и Агнес) из местного приюта, чтобы те помогли ему в похищении оружия Вектора — устройства, способного уменьшить всё, что угодно. После удочерения девочек Грю приходится справляться с нелёгкой участью отца-одиночки. Сперва это очень его раздражает, но к концу фильма он осознаёт свою привязанность к детям и меняется в лучшую сторону.
Во втором фильме показано, что Грю забросил карьеру суперзлодея и остепенился в роли отца семейства. Однажды его похищает девушка по имени Люси, работающая на Антизлодейскую Лигу. Глава Лиги поручает бывшему суперзлодею и этой девушке раскрыть одно дерзкое и невероятное злодеяние. Грю нехотя отправляется на расследование, в ходе которого влюбляется в Люси и спасает её от злодея Эль Мачо. В конце мультфильма Грю и Люси женятся.
В мультфильме «Миньоны» — спин-оффе/приквеле франшизы, действие которого происходит в Лондоне в 1960-х годах — Грю появляется в самом конце. Он замораживает главную злодейку мультфильма Скарлетт Оверкилл, вызывая этим искреннее восхищение миньонов. После этого события он становится их новым хозяином.
В третьем фильме Грю узнаёт, что у него есть брат-близнец по имени Дрю. В 2022 году вышел второй фильм-приквел под названием «Миньоны: Грювитация». Фильм рассказывает о знакомстве Грю с миньонами и о становлении его злодейской карьеры.

## Биография персонажа

### Знакомство с миньонами и противостояние «Злобной шестёрке»
В 1968 году Грю с помощью ледолуча замораживает Скарлетт и Херба Оверкиллов и отбирает у них корону Елизаветы II. После этого он улетает на своём реактивном самолёте, но перед этим обменивается взглядами с миньоном Кевином. Миньоны, цель которых заключается в служении самому ужасному злодею на свете, следуют за Грю и спустя некоторое время становятся его помощниками.
В 1976 году Грю подаёт заявку на вступление в злодейскую организацию под названием «Злобная шестёрка». Дикая Донна, лидер «шестёрки», одобряет заявку и приглашает Грю на собеседование. Миньоны Кевин, Стюарт и Боб хотят пойти вместе с Грю, но тот мягко им отказывает. Тем не менее, они всё равно следуют за ним. Грю приходит в назначенное место, музыкальный магазин «Criminal Records», где местный продавец, представившийся как доктор Нефарио, помогает ему попасть в подземный штаб организации. Дикая Донна унижает Грю и отказывается принимать его в ряды «Злобной шестёрки». Расстроенный Грю собирается уходить, но воспользовавшись случаем решает похитить Камень Зодиака, древний магический амулет, после похищения которого «шестёрка» предала и уволила своего бывшего лидера Деда Кастета. Грю выбегает на улицу и видит Кевина, Стюарта и Боба, а также другого увязавшегося за ними миньона, Отто. Впятером они пытаются сбежать от «шестёрки» на реактивном мотоцикле, но когда срезают через лестницу, Отто и амулет падают с транспорта. Грю поручает Отто отнести амулет в своё логово, а сам отвлекает на себя внимание злодеев, после чего сбегает от них.
По возвращении домой Грю узнаёт, что Отто обменял амулет на камень-питомец, сильно злится из-за этого и увольняет миньонов, после чего самостоятельно отправляется на поиски амулета. Вскоре Дед Кастет, который оказывается жив, похищает Грю и отвозит его в Сан-Франциско. Кастет даёт миньонам двое суток, чтобы те доставили ему амулет, иначе он убьёт Грю. Кастет решает пытать Грю на своём механизме под названием «Диско Инферно», но позже отказывается от этой идеи, когда его приспешники увольняются. Он поручает мальчику почистить бассейн с аллигаторами, после чего они пытаются съесть Кастета, но Грю его спасает. Дед Кастет предлагает Грю научиться у него быть злодеем, и тот соглашается. В качестве первого задания они отправляются в Банк Зла, откуда крадут «Мону Лизу». По возвращении домой они видят, что «Злобная шестёрка» уничтожила дом Кастета. Он сильно расстраивается по этому поводу и отправляет Грю домой.
Грю садится в трамвай и собирается уезжать, но видит из окна Отто с амулетом и бежит к нему. Он собирается отдать артефакт Деду Кастету, но его настигает «Злобная шестёрка», которую в свою очередь окружают агенты Антизлодейской лиги (АЗЛ). Когда часы пробивают полночь, «шестёрка» использует амулет, чтобы превратить себя в животных, присутствующих в зодиаке, ловит Грю и привязывает его за руки и ноги к стрелкам часов на башне, собираясь таким образом убить его в качестве мести за похищение амулета, но вскоре Грю спасают Дед Кастет, Кевин, Стюарт, Боб и Отто. При помощи амулета Грю превращает членов «шестёрки» в крыс, после чего АЗЛ арестовывает их и Деда Кастета, который находится в критическом состоянии, так как в процессе битвы Дикая Донна подожгла его заживо. Во время импровизированных похорон Кастета Грю узнаёт, что тот инсценировал свою смерть, в связи с чем сильно радуется.
Позднее Грю приходит к доктору Нефарио и предлагает работать на него, и тот нехотя соглашается, после чего они вместе с миньонами улетают на корабле.

### Лунный проект
Будучи взрослым, Грю узнаёт о том, что некто похитил из Египта пирамиду Хеопса и заменил её надувным муляжом. Он решает сотворить более крупное злодеяние и вызывается похитить Луну. Для этого ему нужны уменьшитель и деньги на строительство ракеты. Ни того, ни другого у Грю нет. Он отправляется в Банк Зла с целью взять кредит. В приёмной Грю встречает молодого парня по имени Вектор, который и является похитителем пирамиды. Директор банка мистер Перкинс отказывается давать деньги, пока у Грю нет уменьшителя.
Грю удаётся похитить уменьшитель из северокорейской военной лаборатории при помощи миньонов, но на обратном пути его перехватывает Вектор, который забирает уменьшитель и с его помощью уменьшает летательный аппарат Грю. Грю предпринимает несколько безуспешных попыток выкрасть уменьшитель из крепости Вектора. Увидев, как к воротам крепости подходят девочки Марго, Эдит и Агнес из женского детского дома, торгующие печеньем, Грю решает создать роботов в виде печенья, чтобы с их помощью выкрасть уменьшитель. Под видом испанского стоматолога Грю приходит в приют и удочеряет девочек. Поскольку он холодно относится к девочкам, между ними возникает неприязнь. Установив для сироток правила, Грю укладывает их спать в кроватях, сделанных из старых бомб.
На следующее утро Грю планирует отвезти девочек к Вектору, чтобы они продали печенье, в котором спрятаны миниатюрные роботы-шпионы, но девочки хотят отправиться в школу танцев. Грю не сразу, но всё-таки соглашается отвезти их в балетную школу. Во время репетиции Агнес даёт ему билет на скорое выступление девочек. Грю обещает, что будет на выступлении, но не собирается на него приходить. При помощи девочек Грю удаётся похитить уменьшитель из крепости Вектора. Пока миньоны и Нефарио работают с уменьшителем, Грю проводит время с девочками. Несмотря на добытый уменьшитель, Перкинс отказывается предоставлять ему кредит, считая, что такую работу должен выполнить некто помоложе.
Расстроенный Грю объявляет миньонам, что кража Луны отменяется. Эдит, Агнес и Марго, тайком спустившиеся вслед за Грю в его подземную лабораторию и услышавшие эту речь, отдают ему свою свинью-копилку с несколькими центами. Миньоны, увидев эту трогательную сцену, вместе утешают Грю и отдают ему свои сбережения. Злодей, забыв о своём огорчении, решает построить летательный аппарат из подручных материалов.
Нефарио, не одобряющий тот факт, что Грю больше проводит время с девочками, чем занимается постройкой ракеты, звонит в приют и сообщает о решении вернуть детей. Грю расстраивается в связи с этим, но всё же отправляется в космос и уменьшает Луну. Он замечает билет на выступление девочек, который ему в скафандр подложил один из миньонов, и отправляется обратно на Землю, но опаздывает. Грю обнаруживает послание от Вектора, похитившего девочек и требующего отдать ему Луну.
Грю отдаёт Луну Вектору, но похититель не собирается выпускать детей. Разгневанный Грю проходит ловушки дома Вектора, но Вектору удаётся улететь на спасательной капсуле. Грю цепляется за неё, однако падает вниз прямиком в только что увеличенный корабль с Нефарио и миньонами. Нефарио сообщает, что чем больше объект, подвергнутый действию уменьшителя, тем быстрее он обратно принимает свои исходные размеры. Следовательно, с минуты на минуту должна увеличиться и Луна.
Девочки выбираются из плена Вектора, и Грю просит их спрыгнуть вниз. Агнес и Эдит успешно спрыгивают, но Марго в последний момент ловит Вектор. Марго и Грю срываются вниз, но миньоны, образовав живую цепочку, успевают поймать их. Луна приобретает исходный размер и отправляется на своё место, а Вектор оказывается на её поверхности. Грю становится для девочек настоящим любящим отцом и в честь этого устраивает вечеринку, на которую приглашает даже свою мать.

### Сотрудничество с Антизлодейской лигой
Грю, отказавшийся от деятельности суперзлодея, зарабатывает производством джемов и желе. Вскоре АЗЛ просит у него помощи в расследовании дела о похищении из Арктики исследовательской лаборатории, в которой проводились опыты с сывороткой PX-41, способной превратить любое живое существо в машину для убийств. Поначалу Грю отказывается, но вскоре соглашается работать с АЗЛ. Его напарницей становится агент Лиги Люси Уайлд, к которой Грю поначалу относится холодно, но постепенно начинает испытывать тёплые чувства.
Они отправляются работать под прикрытием в кондитерскую в торговом центре «Парадиз». Однажды к ним заходит владелец ресторана «Сальса и Сальса» Эдуардо Перец, в котором Грю узнаёт некогда известного суперзлодея Эль Мачо, по слухам погибшего в результате взрыва ракеты в жерле вулкана. Ночью Грю и Люси проникают в ресторан Перца, но ничего там не находят. На следующий день он отправляется на поиски сыворотки в магазин париков и обнаруживает их там. Чуть позже Грю приходится пойти на свидание вслепую в ресторан с очень противной блондинкой Шеннон. За столом она замечает, что на Грю надет парик, и пытается его снять, но случайно оказавшаяся рядом Люси вовремя спасает его от разоблачения, выстрелив в Шеннон дротиком со снотворным для лосей. После этого случая Грю и Люси становятся ближе друг к другу. АЗЛ арестовывает владельца магазина Флойда Лысыйсана и закрывает дело. В связи с этим Люси отправляют в Австралию, что сильно расстраивает Грю.
Грю вместе с девочками приезжает к Эдуардо на праздник сальсы. Он решает проследить за Эдуардо и попадает на его злодейскую базу. Оказывается, что Эдуардо — это Эль Мачо, который на самом деле инсценировал свою смерть. Грю встречает Нефарио, ранее уволившегося от него из-за отсутствия перспектив, и пленённых Эль Мачо миньонов, которые под воздействием PX-41 превратились в мутантов с фиолетовой кожей. Эль Мачо предлагает Грю вместе завоевать мир, но тот отказывается и уходит. Вернувшись домой, он видит, как ему по видеосвязи звонит Нефарио, который рассказывает о том, что Эль Мачо узнал про работу с АЗЛ и похитил Люси. Грю вместе с двумя миньонами отправляется её спасать.
Добравшись до места назначения, Грю перекрашивает миньонов в фиолетовый цвет и пытается вместе с ними проникнуть на базу под предлогом того, что они взяли его в плен. У одного из миньонов стирается краска, и их раскрывают. Когда мутировавшие миньоны загоняют их в угол, на помощь приходят Нефарио, девочки и незаражённые миньоны, которые обстреливают заражённых из пушек, заряженных противоядием, которое Нефарио смешал с неудачным желе. Грю берёт две пушки с противоядием и направляется к Эль Мачо, который показывает ему привязанную к ракете Люси и сообщает, что собирается запустить её в жерло вулкана, где он сымитировал свою смерть, но один из миньонов выхватывает пульт управления из его рук.
Эль Мачо сам выпивает сыворотку и превращается в фиолетового гиганта, однако Грю удаётся его победить при помощи помады-шокера. Грю забирается на ракету и пытается развязать Люси, но Курито, курица Эдуардо, клювом нажимает кнопку на пульте и запускает ракету. За несколько секунд до падения в кратер Грю удаётся развязать Люси, и они вместе прыгают в море. Спустя некоторое время Грю женится на Люси.

### Противостояние Бальтазару Брейку
Грю и Люси собираются помешать суперзлодею Бальтазару Брейку похитить самый крупный в мире бриллиант, и им это удаётся, хотя сам Брейк сбегает. В связи с этим новая директриса АЗЛ Валери да Винчи увольняет Грю и Люси. Узнав об этом, миньоны во главе с Мелом призывают Грю вернуться ко злу, но тот отказывается, и все миньоны, кроме Дэйва и Джерри, уходят искать себе нового босса.
На следующее утро Грю узнаёт о том, что Брейк всё-таки украл бриллиант, а также о том, что у него есть брат-близнец Дрю, которого после развода родителей забрал на воспитание отец. Грю, Люси и девочки отправляются к Дрю, респектабельному бизнесмену, занимающемуся разведением свиней, и не менее экстравагантному мультимиллионеру. Позднее Грю узнаёт, что Дрю сам мечтает стать суперзлодеем, как Грю и их отец. Грю предлагает брату украсть бриллиант у Брейка, и тот соглашается.
Грю и Дрю отправляются в логово Брейка, чтобы похитить бриллиант, сами едва не погибают при этом, но их спасает Люси на вертолёте. Дрю узнаёт, что похищение бриллианта было задумано с целью возвращения на службу в АЗЛ, и обижается на брата. Когда Грю собирается улетать домой, Брейк в образе Люси похищает девочек и отправляется вместе с ними в Голливуд, чтобы уничтожить его с помощью своего робота, для питания которого он и похищал бриллиант. Грю и Дрю удаётся остановить Брейка, а миньоны возвращаются к Грю.
Однажды ночью миньоны улетают из дома Грю вместе с Дрю, в котором увидели нового хозяина, чтобы вместе творить зло.

## Игры
Персонаж появляется в таких видеоиграх как «Despicable Me», «Despicable Me: Minion Mania» и «Despicable Me: Minion Mayhem».

## Отзывы
По мнению некоторых рецензентов, персонаж может формировать у юного зрителя неправильное представление о морали и нормах поведения в обществе. В качестве примера указывается, в частности, эпизод первого фильма франшизы, где Грю, соорудив из воздушного шарика игрушку, успокаивает плачущего мальчика, а затем, неожиданно для последнего, протыкает шарик иглой. При этом критики добавляют, что Грю, несмотря на отрицательные черты и репутацию «главного суперзлодея», обладает мягким и отзывчивым характером; это можно наблюдать в его отношениях с Агнес, Эдит и Марго, доктором Нефарио и миньонами. Также упоминается, что в фильме «Гадкий я» затрагивается проблема взаимоотношений в семье и их влияние на формирование будущей личности.